# Tours Volley-Ball
Il Tours Volley-Ball è una società pallavolistica maschile francese con sede a Tours: milita nel campionato di Ligue A.

## Rosa 2019-2020
| N° | Nome                | Ruolo | Data di nascita  | Nazionalità sportiva |
| -- | ------------------- | ----- | ---------------- | -------------------- |
| 3  | Damien Barry        | S     | 5 dicembre 1997  | Francia              |
| 4  | Mathias Loupias     | C     | 15 agosto 1999   | Francia              |
| 5  | Adam Bartoš         | S     | 27 aprile 1992   | Rep. Ceca            |
| 6  | Timo Tammemaa       | C     | 18 novembre 1991 | Estonia              |
| 7  | Ángel Trinidad      | P     | 27 marzo 1993    | Spagna               |
| 8  | Maxime Capet        | O     | 24 ottobre 1997  | Francia              |
| 9  | Hermans Egleskalns  | O     | 8 dicembre 1990  | Lettonia             |
| 10 | Romain Totele       | P     | 24 marzo 2001    | Francia              |
| 11 | Matyas Demar        | P     | 1º ottobre 1991  | Rep. Ceca            |
| 12 | Dmytro Teryomenko   | C     | 1º febbraio 1987 | Ucraina              |
| 13 | Antoine Girault     | C     | 7 dicembre 1998  | Francia              |
| 14 | Nathan Wounembaina  | S     | 22 novembre 1984 | Camerun              |
| 15 | Tanguy Lemeur       | L     | 22 maggio 2001   | Francia              |
| 16 | Nicolas Rossard     | L     | 23 maggio 1990   | Francia              |
| 17 | Paul Nicole         | S     | 28 gennaio 2000  | Francia              |
| 18 | Augustin Guerin     | C     | 27 agosto 2000   | Francia              |
| 19 | Konstantin Čupković | S     | 2 gennaio 1987   | Serbia               |

## Palmarès
- Campionato francese: 9

2003-04, 2009-10, 2011-12, 2012-13, 2013-14, 2014-15, 2017-18, 2018-19, 2022-23, 2024-25
- Coppa di Francia: 11

2002-03, 2004-05, 2005-06, 2008-09, 2009-10, 2010-11, 2012-13, 2013-14, 2014-15, 2018-19,
2022-23
- Supercoppa francese: 5

2005, 2012, 2014, 2015, 2023
- Champions League: 1

2004-05
- Coppa CEV: 1

2016-17